# Peckoltia oligospila
 Peckoltia oligospila és una espècie de peix de la família dels loricàrids i de l'ordre dels siluriformes.

## Morfologia
Els mascles poden assolir els 10,5 cm de longitud total.

## Distribució geogràfica
Es troba a Sud-amèrica: riu Amazones al Brasil.